# 2023年のドイツ
2023年のドイツ （2023ねんのドイツ）では、2023年のドイツの状態やできごとをまとめる。

## できごと

### 主なできごと（通年）
- ロシアのウクライナ侵攻に関連する対応
  - ウクライナへの軍事支援の実行と、追加支援の決定・実行
    - PzH2000自走榴弾砲 6台の提供 - 提供することは前年に決定していたが、提供は本年1月になった
    - de:IRIS-T SLM対空ミサイルシステム 1台の提供 - 航空機、巡航ミサイル、ドローンなどに対する射程距離約80kmの迎撃ミサイル。提供することは前年の2022年に決定していたが、引き渡しは本年9月になった
    - ゲパルト自走対空砲 30台の提供 - 前年にすでに30台提供していたが、本年1月にオラフ・ショルツ首相が追加でさらに30台提供すると決定し、訓練期間の後、2023年6月にウクライナに引き渡された
    - レオパルト2A6 戦車 14台の提供 - 本年1月に決定し、3月に輸送し引き渡された
    - Marder1A5 歩兵戦闘車 40台の提供 - 本年1月に決定、3月引き渡し
    - フクス装甲兵員輸送車 40台 - 4月に決定し、6月に引き渡し
    - アメリカ製のパトリオットミサイルシステム 1セットの譲渡 - パトリオットシステムはアメリカ製であるが、ドイツがいくつも[注釈 1]保有していたうちの1セットをウクライナに譲った

  - エネルギー調達方法の見直し - ロシアがウクライナに侵攻したことに対して前年に制裁を行ったが、それに対する報復としてロシアはドイツへの天然ガス供給量を大幅に減らした。このため、ドイツはエネルギー供給の多様化を進め、再生可能エネルギーの導入を加速させた。特に、風力や太陽光発電などのグリーンエネルギーの利用を増やし、前年までロシアにエネルギーを依存していた状態を反省し、エネルギーの自給率向上を目指し、液化天然ガス（LNG）の輸入の増加を図り、代替エネルギー源の確保に努めた。
- インフレ率の高どまりと経済成長の鈍化 - 前年に引き続き本年もインフレに苦しんだ。特にロシアによるウクライナ侵攻の影響もあり、エネルギー費や食品費が上昇し、物価が高騰。政府はインフレ対策として補助金やエネルギー支援策を講じたが、にもかかわらず国民の生活費の負担は増加した。本年のドイツ経済は成長が鈍化。ウクライナ侵略の影響によるエネルギーコストの上昇やサプライチェーンの問題が経済に悪影響を与えた。
- 気候変動対策を求める大規模なデモ - 6月3日にベルリンを中心としてドイツ各地で環境保護団体による大規模なデモが行われた。これはドイツ政府の気候変動対策が遅すぎると不満を表明するもので、特に再生可能エネルギーの導入遅れや、温室効果ガス削減の目標を達成する意欲が政府に足りないと指摘するものだった。ベルリンでは7万人のデモが起きた。これは突然起きたデモではなく、2018年から繰り返し表出されている、ドイツ政府に対する怒りである。さかのぼれば2018年に、スウェーデンのグレタ・トゥンベリが始めたFridays for Future（金曜日に学校を休んで気候変動対策を求めるデモを行う運動）に呼応する人々がドイツ国内にも現れ、2019年にはドイツ全土で「気候変動に対する行動を求めるデモ」が開催され、2021年の連邦選挙の際には気候変動が主要な争点となり特に緑の党（Die Grünen）の支持が高まり、ドイツ国民の重要な関心事となっていたのである。
- 熱波と豪雨 - 7月中旬にはドイツ全土で特に強い熱波が到来し、気温は35〜40度を記録。8月初旬から中旬にかけて気温が再び35度以上に達する日が続き、ドイツ国内でいくつかの気象観測地点で記録を更新した。7月6日にバイエルン州のいくつかの地点では降水量が 120mm 以上となり通常の月間降水量の数倍を記録した。熱波が農業や水資源、健康へ悪影響を及ぼした。気候変動対策を早くしろ、と要求するデモはすでに6月に行われていたわけだが、ドイツ国民は7,8月の熱波を経験し、あらためて気候変動対策は重要だと認識させられた。
- ドイツ鉄道のストライキ - ドイツ鉄道（Deutsche Bahn）の労働組合EVG（Eisenbahn- und Verkehrsgewerkschaft）による大規模なストライキが3月20日から3月22日の3日間行われ、ドイツ鉄道（Deutsche Bahn）をはじめとし関連企業の従業員 約5万人が参加し、約2,500本の列車が運行を停止し、ドイツ国民一般や観光業も大きな影響を被った。ストライキはドイツ鉄道に対して賃金の引き上げや労働条件の改善を求めるもので、3日間でストライキは一旦停止されたもののEVGとドイツ鉄道との交渉は続けられ、4月7日にEVGとドイツ鉄道は合意に至り、合意内容に賃金の引き上げと労働条件の改善が含まれており鉄道労働者にとっては一定の成果を上げた形で決着した。
- ドイツにおける2019年コロナウイルス感染症の流行状況

### 1月
- 1月8日 - ノルトライン＝ヴェストファーレン州でイスラム主義を動機とするテロを計画したイラン人2人を逮捕[1]。
- 1月16日 - クリスティーネ・ランブレヒト国防大臣がウクライナへの国際的な軍事支援の強化に関連する対応不足により辞任。後任はボリス・ピストリウス[2]。
- 1月25日 - シュレースヴィヒ＝ホルシュタイン州を走行中の電車内で刃物による襲撃事件が発生し、少なくとも2人が死亡、7人が負傷[3]。

### 2月
- 2月10日 -  ポーランドの観光バスが ベルギーに向かう最中にザクセン＝アンハルト州で横転し、35人が負傷[4]。
- 2月17日～19日 - 第59回ミュンヘン安全保障会議

### 3月
- 3月9日 - ハンブルクエホバの証人の教会で銃乱射事件が7人が死亡、8人が負傷[5]。

### 4月
- 4月3日 - ベルリンの病院で火災が発生し、4人が負傷。放火の容疑で1人が逮捕された[6]。
- 4月15日 - 国内最後の原子力発電所となっていた3基の稼働が停止され、脱原発（原子力撤廃）が完了した[7]。
- 4月17日 - アンゲラ・メルケル前首相が大統領以外では最高位となるドイツ連邦共和国功労勲章を受賞、首相経験者としては3人目[8]。
- 4月18日 - ノルトライン＝ヴェストファーレン州デュースブルクのジムで刃物による襲撃事件が発生し、4人が負傷[9]。

### 5月
- 5月11日
  - バーデン＝ヴュルテンベルク州ジンデルフィンゲンのメルセデス・ベンツの工場で銃撃事件が発生し、2人が死亡[10]。
  - ノルトライン＝ヴェストファーレン州ラーティンゲン（英語版）の住宅地で爆発が発生し、12人が負傷。1人が逮捕された[11]。
- 5月14日 - ショルツ首相がウォロディミル・ゼレンスキーウクライナ大統領と会談[12]。

### 10月
- 10月13日 - バイエルン州で警察の検問を回避しようとした小型バスが横転し、密入国の移民とみられる子ども1人を含む7人が死亡、16人が負傷。9人乗りの小型バスには23人が乗っていた[13]。
- 10月24日 - ヘルゴラント島の南西沖の北海で2隻の船が衝突し、1人が死亡、4人が行方不明[14]。

### 12月
- 12月11日 - ベルリンとパリを結ぶ寝台列車が9年ぶりに運行[15]。

## 周年
- - 11月15日 - ヴァイマル共和政のハイパーインフレーションにおけるレンテンマルクの発行から100年[16]。

## 政治

### 要職者
- 連邦大統領 [注釈 2]
  - 第12代: フランク＝ヴァルター・シュタインマイアー（2017年3月19日 - ）

権力分立 
行政府
- 連邦首相（行政府の長） - 第9代: オラフ・ショルツ（ドイツ社会民主党、ショルツ内閣、2021年12月8日 - ）

立法府
- ドイツ連邦議会（Bundestag）[注釈 5]
  - 連邦議会の議長（Bundestagspräsidentin） - ベーベル・バス（Bärbel Bas、2021年10月26日から在職）
- 連邦参議院（Bundesrat）[注釈 6]
  - 連邦参議院の議長[注釈 7]
    - 2022年11月1日～2023年10月31日 - ヴィンフリート・クレッチュマン（Winfried Kretschmann）
    - 2023年11月1日～2024年10月31日 - マヌエラ・シュヴェーズィヒ（Manuela Schwesig）

司法府
- 連邦憲法裁判所（Bundesverfassungsgericht）
  - 長官（裁判長、President）- シュテファン・ハルバルト（Stephan Harbarth、2020年6月22日から在職）
- 連邦裁判所（Bundesgerichtshof） - ドイツ連邦の通常裁判所の最高裁判所
  - 長官（裁判長、Präsidentin）- ベッティナ・リンパーグ（Bettina Limperg、2014年7月1日から在職）

### 選挙
- en:Category:2023 elections in Germany（2023年のドイツにおける選挙のカテゴリ、英語版）

### 連邦議会

#### 本会議週
| 1月 - 1/16 ～ 1/20 - 1/30 ～ 2/3 2月 - 2/13 ～ 2/17 - 2/20 ～ 2/24 3月 - 3/6 ～ 3/10 - 3/20 ～ 3/24 4月 - 4/3 ～ 4/7 - 4/17 ～ 4/21 | 5月 - 5/1 ～ 5/5 - 5/15 ～ 5/19 6月 - 6/5 ～ 6/9 - 6/19 ～ 6/23 7月 - 7/3 ～ 7/7 - 7/17 ～ 7/21 | 9月 - 9/4 ～ 9/8 - 9/18 ～ 9/22 10月 - 10/2 ～ 10/6 - 10/16 ～ 10/20 11月 - 11/6 ～ 11/10 - 11/13 ～ 11/17 - 11/20 ～ 11/24 12月 - 12/4 ～ 12/8 - 12/18 ～ 12/22 |

#### 可決した法案
連邦議会が本年に可決した法案の中から、特に重要なものをいくつか挙げる。
- Klimaschutzgesetz（気候保護法）改正

2023年6月12日可決、2023年9月1日施行。
2030年までに温室効果ガスを55％削減するという目標を達成するため、排出量取引システムの強化や再生可能エネルギーの導入促進が規定された。
- Heizkostenverordnung（暖房費用規制法）

2023年7月1日施行。
暖房費用の公平な分担を義務化し、消費者保護を強化するための法案。特に賃貸住宅において暖房費用の透明性と公正な負担が求められる。（ウクライナ侵攻後の光熱費の高騰も影響している。ドイツの集合住宅では通常、中央暖房システム（Heizungssystem。英語で言うとセントラルヒーティング）が採用されており、建物の地下にある共用のボイラーで温められたお湯がパイプを通りで各部屋に届き、各部屋のラジエーターを介して熱が放出され各部屋が温められる仕組みが一般的で、優れたシステムである。だが、暖房費用の分担の割合やその根拠が不透明になり消費者が不利な状況に陥ることもあるので、消費者保護のために作られた法律。）
- Steuererleichterungen für Unternehmen (企業向け税制緩和法)

2023年5月10日可決、7月1日施行。
中小企業への税制優遇措置を強化し、企業の競争力向上を目的とした税制改革。特にデジタル化目的の投資に対する税控除が拡大された。
- Arbeitszeitgesetz改正（労働時間法改正）

2023年3月24日可決、2023年7月1日施行。
労働時間の柔軟性を高めるため、リモートワークの推進や労働時間の管理方法の改革が進められた。
- Digitalisierungsförderungsgesetz（デジタル化推進法）

2023年4月15日可決、2023年10月1日施行。
公共サービスのデジタル化を進めるため、地方自治体や企業のデジタル化に対する補助金や税優遇措置を規定した法案。
- Rentenreformgesetz（年金改革法）

2023年2月20日可決、2023年7月1日施行。
2030年までに年金制度の持続可能性を確保するため、年金受給年齢の引き上げや、低所得者向けの年金補助が新たに導入された。

本年の連邦議会ではそのほかにも、環境保護法案の強化や、教育・医療のデジタル化に関する法案も可決された。

## 文化、スポーツ

### 映画
- 2月16日～26日 - 第73回ベルリン国際映画祭（英語版）
  - 金熊賞はニコラ・フィリベール監督（ フランス）の『アダマン号に乗って（英語版）（原題：On the Adamant）』が受賞[18]。
- 5月27日 第76回カンヌ国際映画祭（ フランス）で、ヴィム・ヴェンダース監督の『PERFECT DAYS』が役所広司によって男優賞を受賞[19]。

### スポーツ
スポーツ関連のできごと
- 3月24日 - サッカー・ブンデスリーガ・FCバイエルン・ミュンヘンはユリアン・ナーゲルスマン監督を解任し、トーマス・トゥヘル監督が就任[20]。
- 4月1日 - NBA・ダラス・マーベリックスで活躍したダーク・ノヴィツキーがバスケットボール殿堂に表彰された[21]。
- 4月19日 - UEFAチャンピオンズリーグ 2022-23 決勝トーナメント準々決勝でFCバイエルン・ミュンヘンがマンチェスター・シティFC（ イングランド）に2戦合計1-4で敗退[22]。
- 4月29日 - 同月28日に開催されたドイツ・ブンデスリーガ2022-2023第30節のボルシア・ドルトムント対VfLボーフムで、同点で迎えた後半20分にビデオ・アシスタント・レフェリー（VAR）が使用されることもなく、ドルトムントにペナルティーキックが与えなかったことが誤審だったことが認められた。試合はスコア1-1の引き分けに終わり、ドルトムントが勝ち点2を逃した可能性があり、誤審がなければ最終順位で優勝していた可能性もある[23]。
- 5月27日　 ドイツ・ブンデスリーガ2022-2023最終節でFCバイエルン・ミュンヘンが優勝、リーグ11連覇を達成。試合前には勝ち点がボルシア・ドルトムントより下回っていたが、試合後に並び、得失点差での逆転優勝となった[24]。
- 6月3日 - UEFA女子チャンピオンズリーグ 2022-23・決勝でVfLヴォルフスブルクがFCバルセロナ（ スペイン）にスコア2-3で敗れて準優勝[25]。
- 6月12日～23日 - エアディフェンダー23
- 6月14日 - バイエルン州・ノイシュヴァンシュタイン城の斜面で女性2人が突き落とされて、1人が死亡、1人が負傷[26]。
- 6月17日～18日 - 2023年のドイツグランプリ (ロードレース)
- 6月25日 - 2023年のヨーロッパ陸上競技チーム選手権大会（英語版）でドイツが3位だった。
- 7月12日 - 2023年FIVB女子バレーボールネーションズリーグの準々決勝でドイツ代表がポーランド代表セット数1-3で敗れて8位となった[27]。
- 7月14日～30日 - 2023年世界水泳選手権
  - 2023年世界水泳選手権ドイツ選手団（英語版）
- 8月3日 - 2023 FIFA女子ワールドカップのグループHでドイツ代表が9大会目にして初のグループステージで敗退[28]。
- 8月12日 - トッテナム・ホットスパーに所属のハリー・ケイン（ イングランド）が移籍金1億ユーロでFCバイエルン・ミュンヘンに移籍。移籍金はブンデスリーガが史上最高額[29]。
- 8月19日～27日 - 2023年世界陸上競技選手権大会
  - 2023年世界陸上競技選手権ドイツ選手団（英語版）
- 9月10日
  - 2023年FIBAバスケットボール・ワールドカップ・決勝（英語版）でドイツ代表がセルビア代表をスコア83-77で破って初優勝。最優秀選手賞（英語版）をデニス・シュルーダーが受賞[30]。
  - サッカードイツ代表のハンジ・フリックがドイツ史上初となる解任[31]。
- 9月24日 - ベルリンマラソンでティギスト・アセファ（英語版）（ エチオピア）が2時間11分53秒の世界新記録（英語版）で優勝[32]。
- 10月8日 - 2024年パリオリンピックのバレーボール競技・男子予選のプールCでバレーボールドイツ男子代表が7勝0敗で1位となり、パリオリンピックの出場権を獲得[33]。
- 12月9日 - 2023/2024 ISUグランプリファイナルのペアスケーティングでミネルヴァ・ファビアン・ハーゼ、ニキータ・ボロディン組が優勝[34]。

## 死去

### 1月

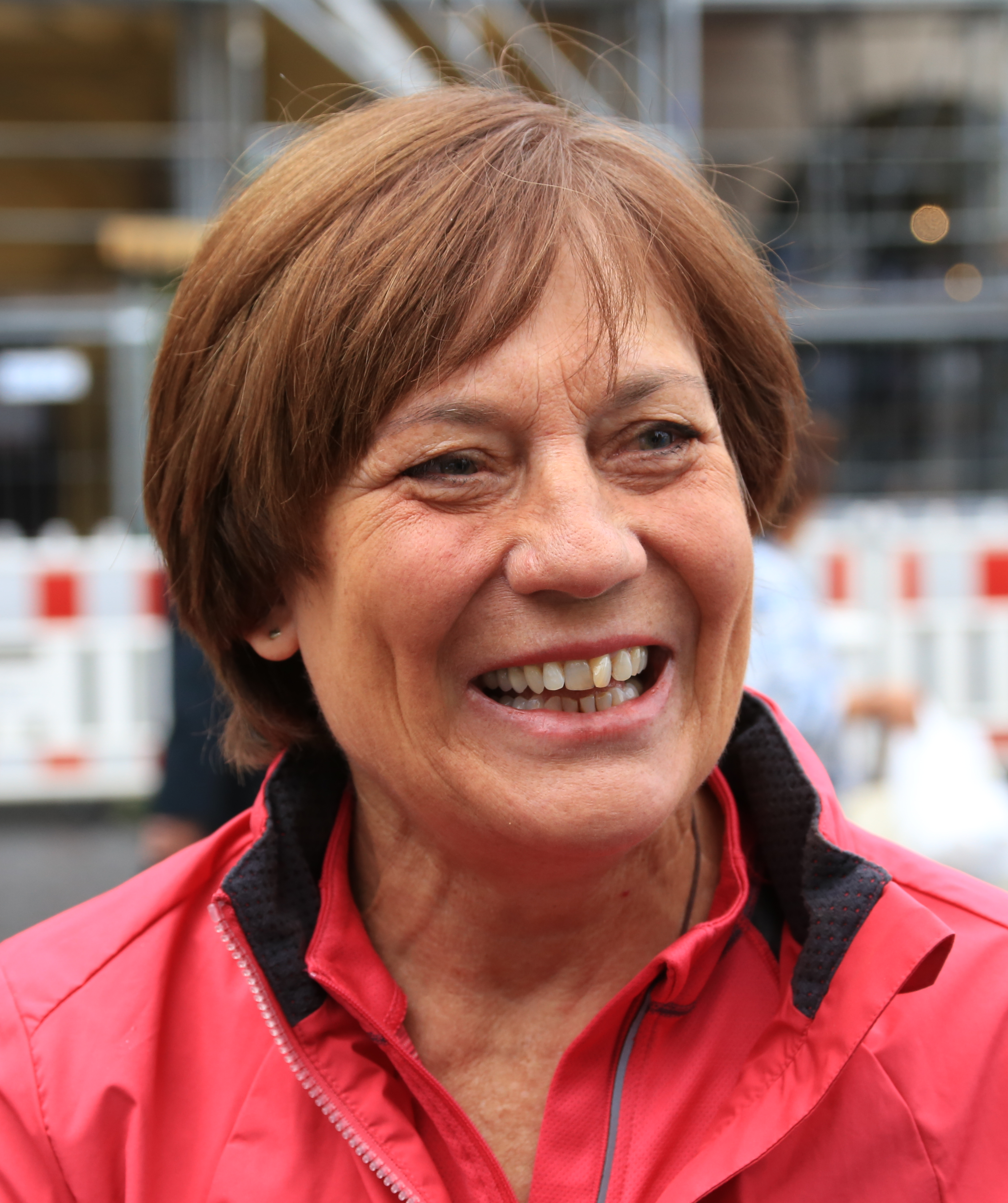
ロジー・ミッターマイヤー

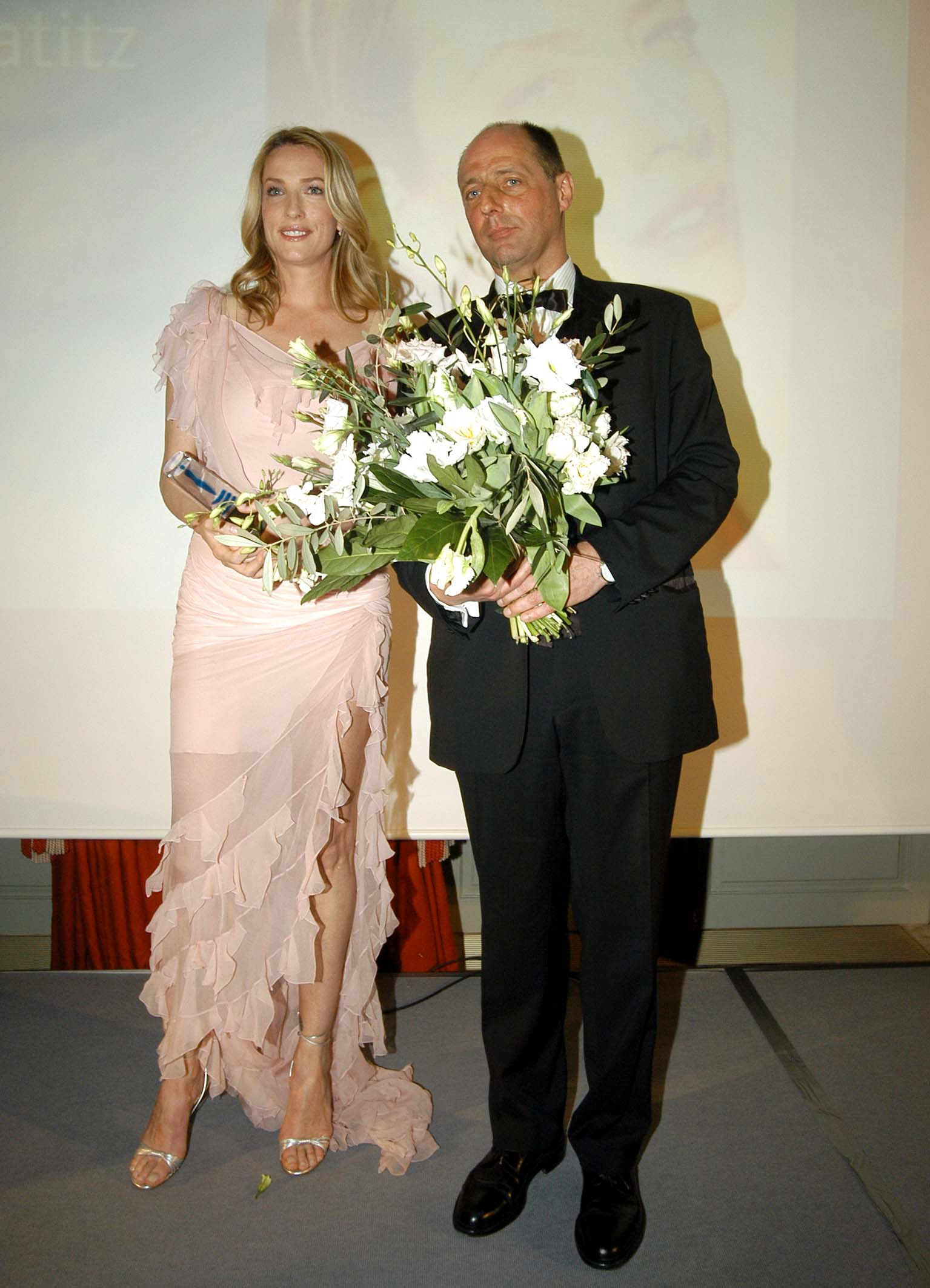
タチアナ・パティッツ

- 1月1日 - ボブ・ジョンゲン（英語版）：サッカー選手 (FW)（* 1927年）
- 1月2日 - クルト・ホレス（英語版）：舞台監督（* 1932年）
- 1月3日 - ノルベルト・ヴェルブス（英語版）：ローマ・カトリック高位聖職者、神学者（* 1940年）
- 1月4日
  - ハンス・レベレ（英語版）：サッカー西ドイツ代表（* 1943年）
  - ロジー・ミッターマイヤー：アルペンスキーヤー、1976年インスブルックオリンピック金メダリスト（* 1950年）
- 1月5日 - レナーテ・ボーイ（英語版）：陸上競技選手 (砲丸投)、1964年東京オリンピック銀メダリスト（* 1939年）
- 1月6日 - アクセル・トロースト（英語版）：政治家（* 1954年）
- 1月8日 - ジークフリート・クルツ：指揮者（* 1930年）
- 1月9日 - ライナー・ウルリッヒ（英語版）：サッカー選手 (DF)（* 1949年）
- 1月10日
  - ローター・ブルムハーゲン（英語版）：俳優（* 1927年）
  - ハンス・ベルティング：美術史家（* 1935年）
- 1月11日 - タチアナ・パティッツ：モデル（* 1966年）
- 1月14日 - カール・ハーン（英語版）：実業家、フォルクスワーゲン・グループ会長（* 1926年）
- 1月17日 - ハインツ＝ディーター・ハーゼブリンク（英語版）：サッカー選手 (MF)（* 1941年）
- 1月18日 - クリトゥス・ゴットヴァルト（英語版）：作曲家、音楽学者（* 1925年）
- 1月25日 - ヴォルフガング・アルテンブルク：軍人、NATO軍事委員会議長（* 1928年）
- 1月30日 - ゲラルト・モルタグ（英語版）：自転車競技選手、1980年モスクワオリンピック銀メダリスト（* 1958年）

### 2月

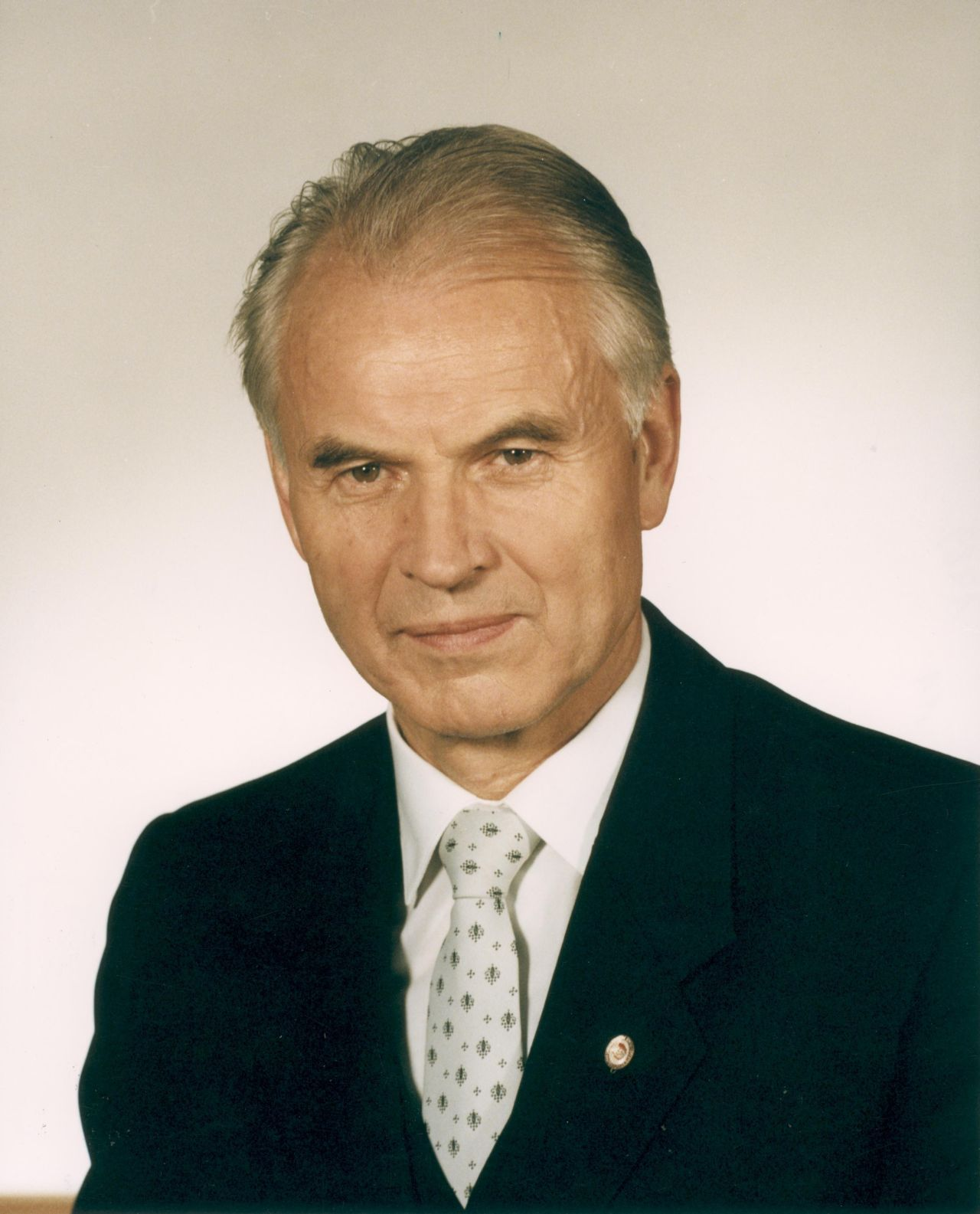
ハンス・モドロウ

- 2月3日 - アンドレアス・ギルヒェン（英語版）：サッカー選手 (DF)（* 1964年）
- 2月4日 - ユルゲン・フリム（英語版）：演出家（* 1941年）
- 2月6日 - ジークフリート・ハインリヒ：指揮者（* 1935年）
- 2月10日 - ハンス・モドロウ：政治家、東ドイツ最後の共産系首相、左翼党名誉議長（* 1928年）
- 2月16日
  - トニー・マーシャル (歌手)（英語版）：歌手（* 1938年）
  - マイク・モティ：ギタリスト、元ランニング・ワイルドメンバー（* 1957年）
  - ティム・ロビンガー（英語版）：陸上競技選手 (棒高跳)（* 1972年）
- 2月24日 - エディト・パイネマン：ヴァイオリニスト（* 1937年）
- 2月25日 - コリンナ・ミアズガ（英語版）：現職下院議員 (AfD)（* 1983年）

### 3月

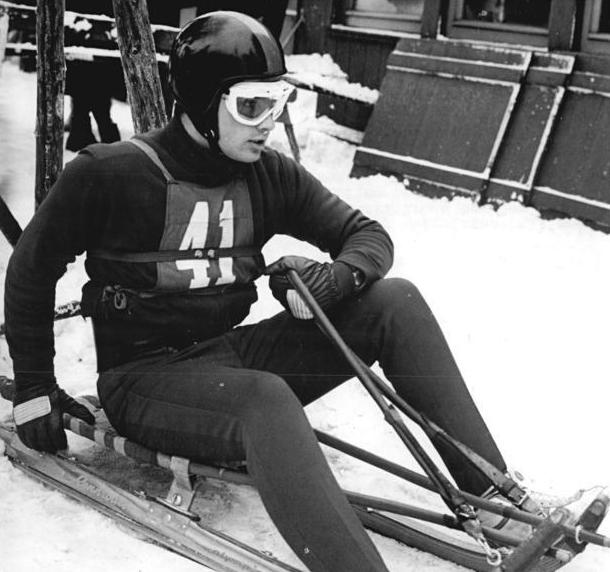
クラウス・ボンザック

- 3月5日 - クラウス・ボンザック：東ドイツのリュージュ選手、1968年グルノーブルオリンピック金メダリスト（* 1941年）
- 3月13日 - エルンスト・トゥーゲントハット：チェコスロバキア出身のドイツの哲学者（* 1930年）
- 3月17日 - ティルマン・ツュルヒ（英語版）：人権活動家、被抑圧民族協会創設者（* 1939年）
- 3月18日 - ハインツ・シュタインマン（英語版）：サッカー西ドイツ代表（* 1938年）
- 3月26日
  - カール・ヨーゼフ・ローバー（英語版）：カトリック教会聖職者、枢機卿（* 1934年）
  - ヴォルフガング・シベルブッシュ（英語版）：歴史家（* 1941年）

### 4月

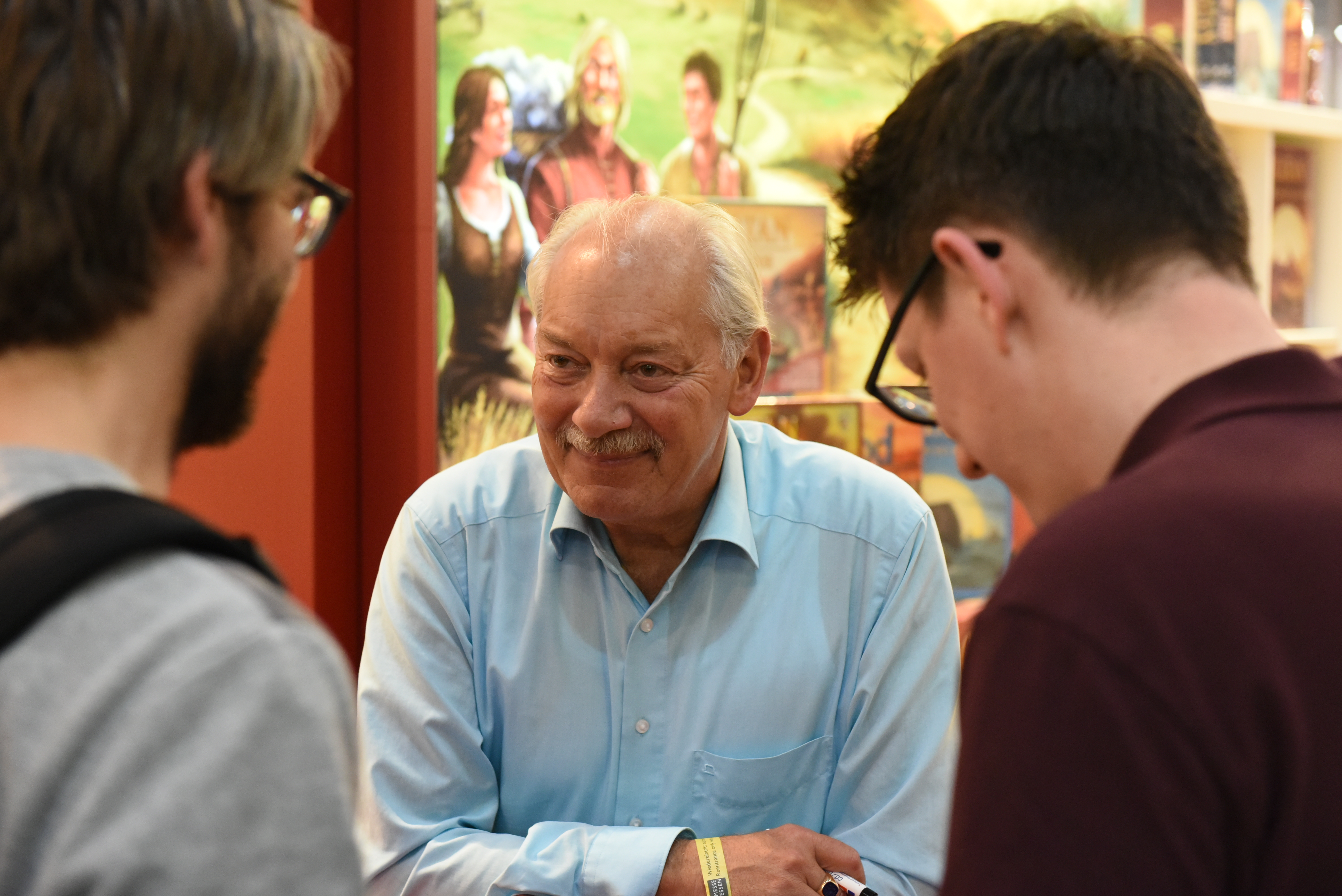
クラウス・トイバー

- 4月1日 - クラウス・トイバー：ボードゲームデザイナー、代表作は『カタンの開拓者たち』（* 1952年）
- 4月4日 - マリア・ゼバルト（英語版）：女優（* 1926年）
- 4月9日 - カール・ベルガー：ジャズピアニスト、作曲家、音楽教育者（* 1935年）
- 4月11日 - ロッティ・クレケル（英語版）：女優（* 1941年）
- 4月19日
  - マルティン・ペツォールト（英語版）：テノール歌手（* 1950年）
  - エレナ・パンポロバ、ブルガリア出身のドイツのテニス選手（* 1972年）
- 4月26日 - ヨーゼフ・シュッツ（英語版）、リトアニア出身のドイツの元ザクセンハウゼン強制収容所看守、ナチス戦争犯罪裁判で起訴・有罪判決を受けた最高齢の人物（* 1920年）
- 4月28日
  - ペーター・リリエンタール（英語版）：映画監督、脚本家、俳優（* 1929年）
  - ヘルゲ・エンゲルケ（英語版）：ギタリスト、フェア・ウォーニングメンバー（* 1961年）

### 5月

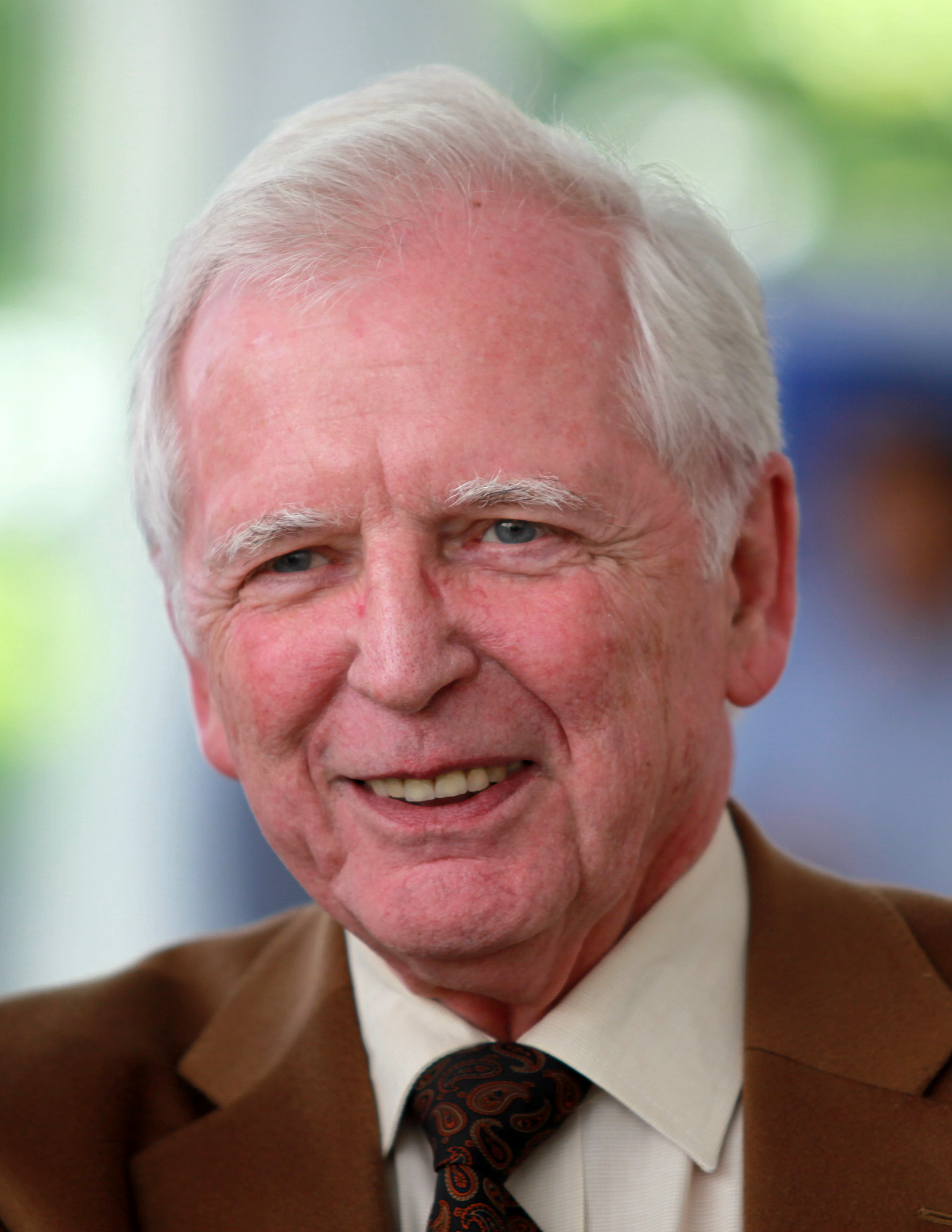
ハラルド・ツア・ハウゼン

- 5月6日 - メナヘム・プレスラー、ドイツ出身のピアニスト、ボザール・トリオメンバー（* 1923年）
- 5月9日 - ギュンター・ヴェヴェル（英語版）：テレビ司会者（* 1934年）
- 5月15日 - マリア・ミース：社会学者（* 1931年）
- 5月28日 - ハラルド・ツア・ハウゼン：ウイルス学者、2008年にノーベル生理学・医学賞受賞（* 1936年）
- 5月30日 - ハンス＝ピーター・フェルドマン（英語版）：造形作家（* 1941年）
- 5月30日（遺体発見日） - ルイス・スティツィンガー（ドイツ語版）：登山家（* 1968年）

### 6月

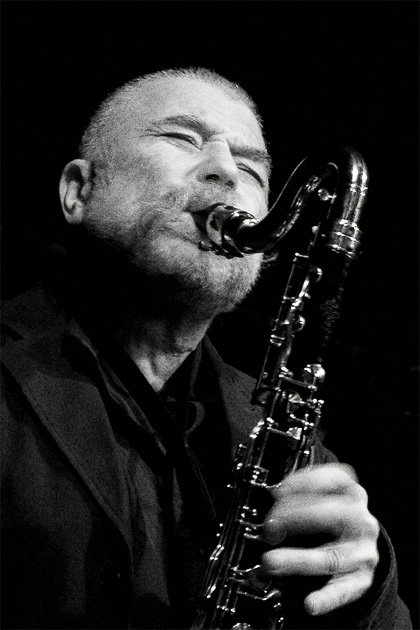
ペーター・ブロッツマン

- 6月1日 - マルギット・カルステンセン（英語版）：女優（* 1940年）
- 6月2日 - ハインツ・レレケ：ゲルマニスト、民俗学者、口承文芸研究家（* 1936年）
- 6月19日 - ガブリエレ・シュナウト（英語版）：オペラ歌手（* 1951年）
- 6月22日 - ペーター・ブロッツマン：ジャズサクソフォン・クラリネット奏者（* 1941年）

### 7月

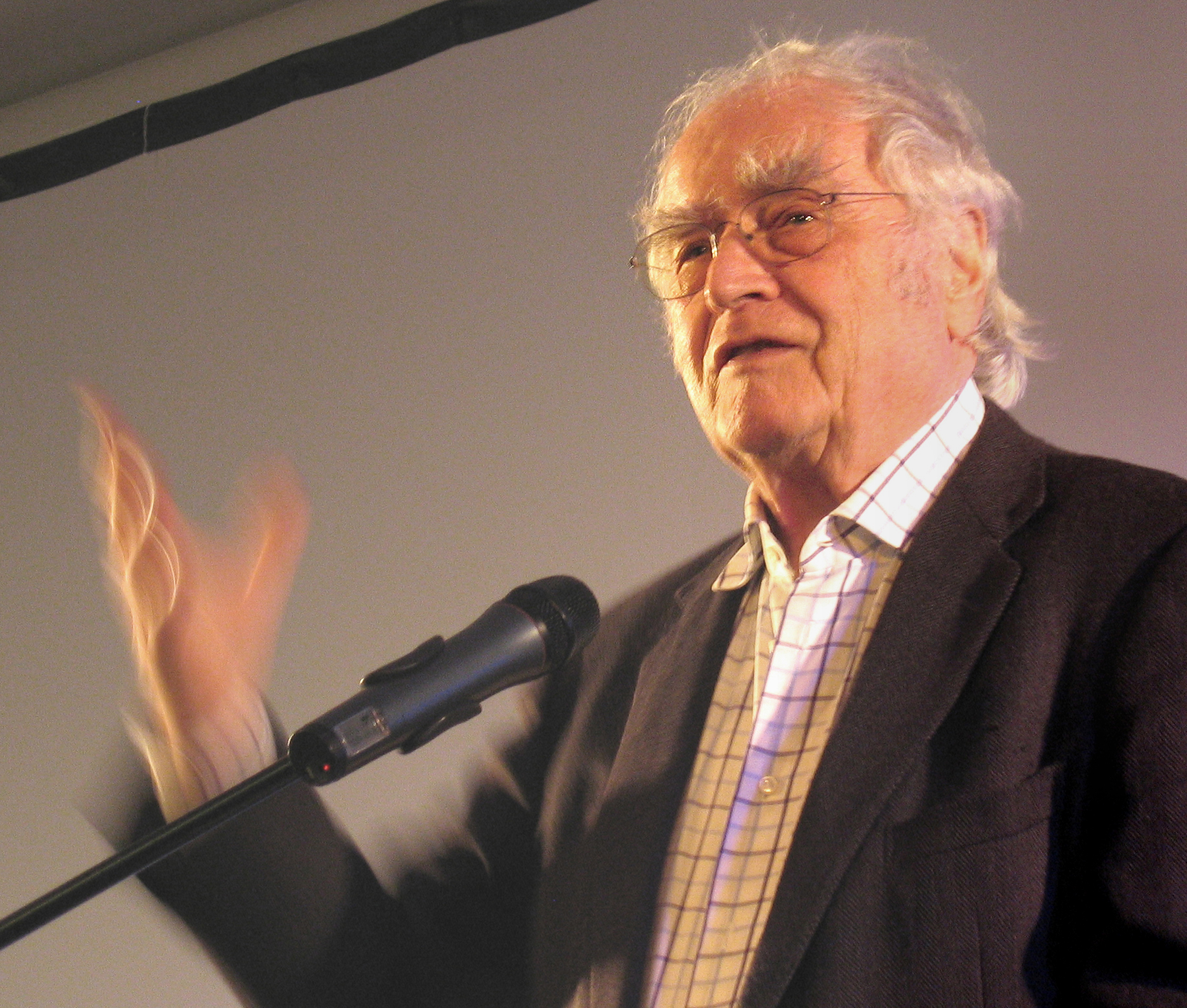
マルティン・ヴァルザー

- 7月12日 - ハイディ・ジモーニス（英語版）：作家（* 1943年）
- 7月14日 - ミヒャエル・デュシェック（英語版）：サッカー選手 (DF)（* 1958年）
- 7月16日 - クリスチャン・クアドフリーク（英語版）：俳優、テレビディレクター（* 1945年）
- 7月28日 - マルティン・ヴァルザー：小説家、劇作家（* 1927年）

### 8月
- 8月7日 - マルギット・ザート（英語版）：女優（* 1929年）
- 8月15日 - クラウス・バグダール（英語版）：自転車競技選手（* 1934年）

### 9月

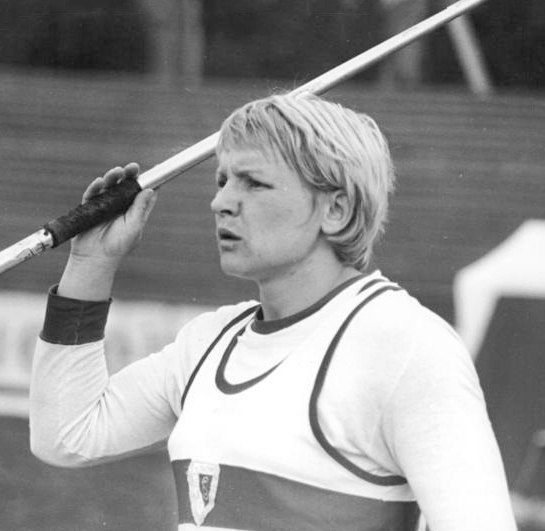
ルート・フックス

- 9月4日 - フィリップ・ミナリク：チェコ出身の騎手（* 1975年）
- 9月20日 - ルート・フックス：旧東ドイツの陸上競技選手、女子やり投で1972年・1976年の金メダリスト（* 1946年）
- 9月27日 - クリストフ・ツー・シュレースヴィヒ＝ホルシュタイン：グリュックスブルク家家長（* 1949年）

### 10月

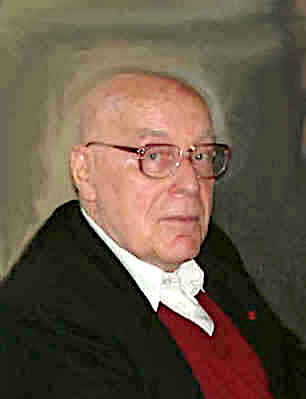
ハンス・アルバート

- 10月24日 - ハンス・アルバート：哲学者（* 1921年）
- 10月31日 - エルマー・ヴェッパー（英語版）：俳優（* 1944年）

### 11月
- 11月2日

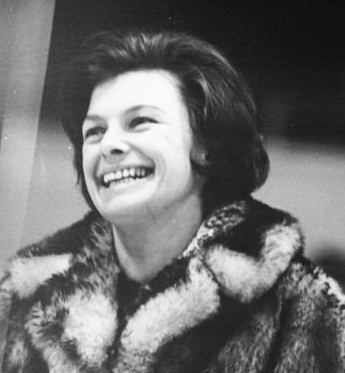
ユッタ・ミュラー

  - ユッタ・ミュラー：フィギュアスケートコーチ、世界フィギュアスケート殿堂（* 1928年）
  - ミシェル・ピルツ：ジャズ・クラリネット奏者（* 1945年）
- 11月23日 - アブソリュート・アンディ（英語版）：プロレスラー（* 1983年）
- 11月28日 - アギェマン・ディアウシ（英語版）：現役サッカー選手 (FW)（* 1998年）
- 11月29日 - ヘンリー・キッシンジャー：ドイツ出身の国際政治学者、1973年にノーベル平和賞受賞（* 1923年）
- 11月30日 - ロルフ・ヴィルヘルム・ブレードニヒ：民俗学者（* 1935年）

### 12月

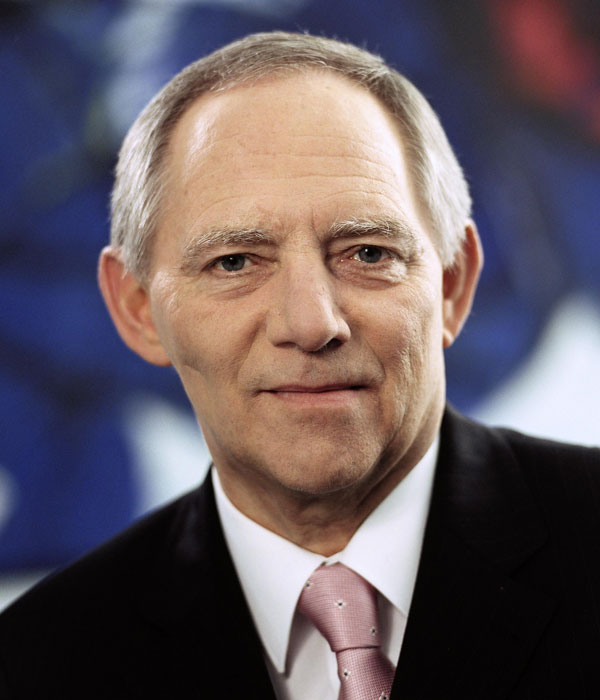
ヴォルフガング・ショイブレ

- 12月8日 - ペーター・ミヒャエル・コルベ（英語版）：ボート競技選手、1976年・1984年・1988年オリンピックで銀メダリスト（* 1953年）
- 12月22日 - イングリッド・シュティーガー（英語版）：女優、コメディアン（* 1947年）
- 12月25日 - マンフレート・デーリング：軍人（* 1932年）
- 12月26日 - ヴォルフガング・ショイブレ：政治家、財務大臣（* 1942年）
- 12月29日 - ヘルマン・バウマン：ホルン奏者（* 1934年）